# Малый Ломбенур
Малый Ломбенур (мар. Изи Ломбенур) — деревня в Килемарском районе Республики Марий Эл. Входит в состав городского поселения Килемары.

## География
Находится в западной части республики Марий Эл на расстоянии приблизительно 8 км по прямой на север от районного центра посёлка Килемары.

## История
В переводе с марийского языка Ломбенур означает «черёмуховое поле». В 1939 году в деревне проживали 69 человек. В 1948 году в 22 дворах проживали 86 человек. В 1974 году числилось 20 дворов. В советское время работали колхоз имени Сталина, совхоз «Броневик», на базе которого был создан СПК «Васени», прекративший деятельность в 2004 год.

## Население
Население составляло 5 человек (мари 100 %) в 2002 году, 3 в 2010.